# فرانکلین هابز
فرانکلین هابز (انگلیسی: Franklin Hobbs؛ زادهٔ july ۳۰, ۱۹۴۷ (۷۷ سال)) ورزشکار روئینگ اهل ایالات متحده آمریکا است.
وی در مسابقات کشوری و بین‌المللی در مجموع برندهٔ ۲ مدال نقره شده‌است.